# Armand Goubaux
Armand Charles Goubaux, né le 9 juillet 1820 à Vincennes et mort le 29 juin 1890 à Saint-Maurice, est un médecin vétérinaire français.
Élève de l'École vétérinaire d'Alfort de 1836 à 1841, il devient attaché à la chaire d'anatomie en 1841, puis professeur à partir de 1846. Il dirige l'école de 1879 à 1887.
Il a présidé l'Académie vétérinaire de France en 1857 et 1883.